# Cimetière communal de Hautmont
Le cimetière communal de Hautmont, est un cimetière situé sur le territoire de la commune de Hautmont dans le département du Nord en France. Il contient un nombre important de tombes de soldats morts pendant la Première Guerre mondiale . 

## Localisation
Ce cimetière est situé au nord-est de la ville, au milieu du cimetière municipal.

## Historique
Occupée dès fin août 1914, Hautmont est restée loin du front jusqu'au 8 novembre 1918, date à laquelle la ville a été repris par les troupes britanniques après de violents combats. À partir de 1917, ce cimetière a été utilisé par les troupes allemandes pour inhumer leurs morts, et les prisonniers russes, français et britanniques qui sont décédés dans les hôpitaux allemands et qui ont été enterrés là par les autorités de la ville. Les tombes du Commonwealth sont en deux groupes: dans la partie sud-ouest du cimetière, il y a des tombes de 1914 et de 1918, et dans la partie sud-est, les soldats qui sont morts après la capture de la ville .

## Caractéristiques
Le cimetière communal d'Hautmont contient 246 tombes du Commonwealth et commémorations de la première guerre mondiale dont sept ne sont pas identifiés. Le cimetière contient également 156 tombes de guerre d'autres nationalités.

## Sépultures
| Pays        | Sépultures |
| ----------- | ---------- |
| Royaume-Uni | 243        |
| Canada      | 2          |
| Australie   | 1          |
| Russie      | 100        |
| France      | 53         |
| Belgique    | 1          |
| Total       | 400        |